# هجرة السنتين (مبين)

تعديل مصدري - تعديل

هجرة السنتين هي إحدى قرى عزلة مبين بمديرية مبين التابعة لمحافظة حجة، بلغ تعداد سكانها 127 نسمة حسب تعداد اليمن لعام 2004.